# 12460 Mando
12460 Mando este un asteroid din centura principală de asteroizi.

## Descriere
12460 Mando este un asteroid din centura principală de asteroizi. A fost descoperit pe 3 ianuarie 1997 la Chichibu de Naoto Satō. El prezintă o orbită caracterizată de o semiaxă mare de 2,28 ua, o excentricitate de 0,16 și o înclinație de 7,6° în raport cu ecliptica.